# Florian Budu
Florian Budu (n. secolul al XX-lea – d. secolul al XX-lea) a fost un pilot român de aviație, as al Aviației Române din cel de-al Doilea Război Mondial.

## Biografie
A absolvit Școala de subofițeri naviganți la 1 decembrie 1939, obținând brevetul de pilot de război și fiind avansat la gradul de adjutant stagiar aviator.
Adjutantul stagiar av. Florian Budu a fost decorat cu Ordinul Virtutea Aeronautică de război cu spade, clasa Crucea de Aur cu 2 barete (4 noiembrie 1941) pentru că „a doborît 4 avioane inamice. Curagios și neobosit luptător. A totalizat 85 ieșiri pe front.”, clasa Cavaler (1 iulie 1942) pentru că, alături de adj. stag. av. Teodor Zăbavă, „fac[e] parte din patrula care a înscris cea mai frumoasă și victorioasă pagină a aeronauticei în războiul contra bolșevismului. Având inițiativa atacului, au atacat o formație de 20 avioane inamice Rata, izbutind să doboare 6 din ele fără nicio pierdere.” și clasa Cavaler cu prima baretă (16 februarie 1944) „pentru bravura dovedită în luptele dela Stalingrad și Don, unde a executat 29 misiuni de vânătoare, doborînd 1 avion inamic”.
A fost înaintat (în 1944 sau anterior) la gradul de adjutant aviator.

## Decorații
- Ordinul „Virtutea Aeronautică” de Război cu spade, clasa Crucea de Aur cu 2 barete (4 noiembrie 1941)[2]
- Ordinul „Virtutea Aeronautică” de război cu spade, clasa Cavaler (1 iulie 1942)[3]
- Ordinul „Virtutea Aeronautică” cu spade, clasa Cavaler cu o baretă (16 februarie 1944)[4]